# Shahrestān-e Kūhdasht
Shahrestān-e Kūhdasht (persiska: شهرستان كوهدشت, كوهدشت) är en delprovins (shahrestan) i Iran.   Den ligger i provinsen Lorestan, i den västra delen av landet, 400 km sydväst om huvudstaden Teheran.
Delprovinsen hade 166 658 invånare 2016.